# Макс Клаус
Макс Клаус (Карл Маркс Штат, 27. јул 1947) био је источнонемачки атлетичар специјалиста за скок удаљ. Клаус је и олимпијац, а највећи успех је титула европског првака у скоку удаљ из Хелсинкија 1971.

## Значајнији резултати
| Датум           | Такмичење                     | Место                   | Пласман         | Дисциплина      | Резултат        | Детаљи          |
| Западна Немачка | Западна Немачка               | Западна Немачка         | Западна Немачка | Западна Немачка | Западна Немачка | Западна Немачка |
| --------------- | ----------------------------- | ----------------------- | --------------- | --------------- | --------------- | --------------- |
| 1966.           | Европско првенство            | Будимпешта, Мађарска    | 4.              | десетобој       | 7.446 бод       | [ 1 ]           |
| 1966.           | Европско првенство за јуниоре | Одеса, Совјетски Савез  |                 | скок удаљ       | 7,59            |                 |
| 1969.           | Европско првенство            | Атина, Грчка            | 6.              | скок удаљ       | 8,00            |                 |
| 1971.           | Европско првенство            | Хелсинки, Финска        |                 | скок удаљ       | 7,92            |                 |
| 1972.           | Европско првенсто у дворани   | Гренобл, Француска      |                 | скок удаљ       | 8,02            |                 |
| 1972.           | Олимпијске игре               | Минхен, Западна Немачка | 6.              | скок удаљ       | 7,96            |                 |
| 1973.           | Европско првенсто у дворани   | Ротердам, Холандија     |                 | скок удаљ       | 7,83            |                 |
| 1974.           | Европско првенсто у дворани   | Гетеборг, Шведска       |                 | скок удаљ       | 8,03            |                 |
| 1974.           | Европско првенство            | Рим, Италија            | 7.              | скок удаљ       | 7,73            |                 |